# Paramonhystera stricta
Paramonhystera stricta is een rondwormensoort uit de familie van de Xyalidae.